# Aert van Waes

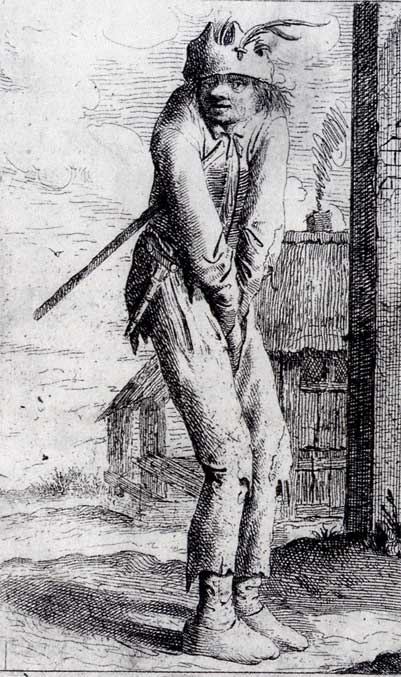
Vagebond (door Aert van Waes)

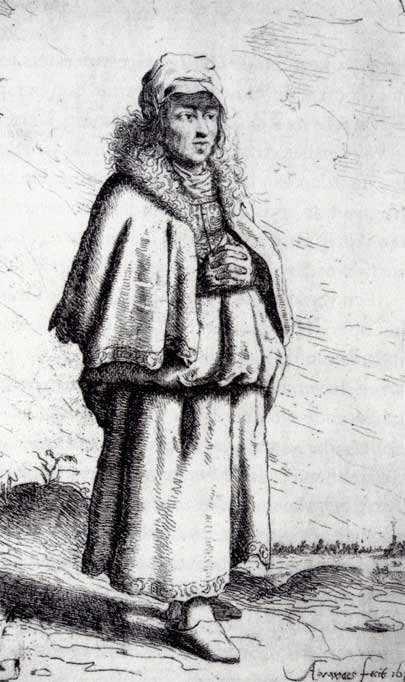
Bedelaarster (door Aert van Waes)

Aert van Waes (Gouda, circa 1620 - Gouda, na 1664?) was een Nederlands tekenaar, etser en kunstschilder.
Aert van Waes, een schilder, die vooral bekend is geworden door zijn prenten van boeren, landlopers en zigeuners, was een leerling van de Goudse schilder Wouter Crabeth. Hij leerde het etsen van Reinier van Persijn. Volgens de Goudse geschiedschrijver Walvis schilderde hij ‘aartige boerterijen’. Volgens dezelfde bron zou hij zijn overleden - na Frankrijk en Italië te hebben bezocht - in de bloei van zijn leven in 1649 te Gouda. Volgens het rijksbureau voor kunsthistorische documentatie is hij echter pas na 1664 overleden.
Van Waes voelde zich als kunstenaar miskend en verbeeldde dit door in een van zijn werken een schilder af te beelden, die gehurkt voor een lege schildersezel zijn behoefte doet op het palet. Omdat ick door de konst niet quam tot myn vermeten, soo heb ick als ghij siet in de pinseel ghescheten, luidt het onderschrift.